# ستيف شيفلر
ستيف شيفلر (بالإنجليزية: Steve Scheffler)‏ مواليد 3 سبتمبر 1967 في غراند رابيدز، هو لاعب كرة سلة أمريكي سابق. بدأ مسيرته الاحترافية في سنة 1990. تم اختياره من قبل فريق شارلوت هورنتس خلال الدرافت. يبلغ طوله 6 قدم 9 بوصة (2.1 م). حقق المركز الأول في الألعاب الجامعية الصيفية 1989. اعتزل اللعب في 1999. أحرز خلال مسيرته في الإن بي إيه 331 نقطة بمعدل نقطة في المباراة الواحدة.

## المسيرة الاحترافية
لعب مع شارلوت هورنتس في موسم 1990–1991، ثم لعب مع سكرامنتو كينغز في سنة 1992، ثم لعب مع دنفر ناغتس في سنة 1992، ثم لعب مع سياتل سوبرسونيكس من سنة 1992 إلى 1997.

## الميداليات
| الميدالية | المسابقة                      |
| --------- | ----------------------------- |
| ذهبية     | الألعاب الجامعية الصيفية 1989 |

## روابط خارجية
- ستيف شيفلر على موقع إن بي أي (الإنجليزية)
- ستيف شيفلر على موقع سبورتس رفرنس (الإنجليزية)
- ستيف شيفلر على موقع كرة السلة الأوروبية.كوم (الإنجليزية)
- ستيف شيفلر على موقع كلية كرة السلة في سبورتس رفرنس.كوم (الإنجليزية)
- ستيف شيفلر على موقع ريلجم (الإنجليزية)
- ستيف شيفلر على موقع بروبوليرز (الإنجليزية)